# Museo Antoine Bourdelle
El museo Bourdelle es un museo de escultura francés situado en el número 18 de la calle Antoine Bourdelle en el XV distrito de París. Está instalado en los apartamentos, talleres y jardines donde el escultor Antoine Bourdelle (1861-1929) vivió y trabajó desde 1885 que entonces era el 16 del impasse du Maine. 
El lugar fue transformado en museo en 1949. Una primera ampliación fue realizada por el arquitecto Henri Gautruche en 1961, con ocasión del centenario del nacimiento de Bourdelle. Una segunda ampliación fue realizada en 1992 confiada al arquitecto Christian de Portzamparc.

## La creación del museo

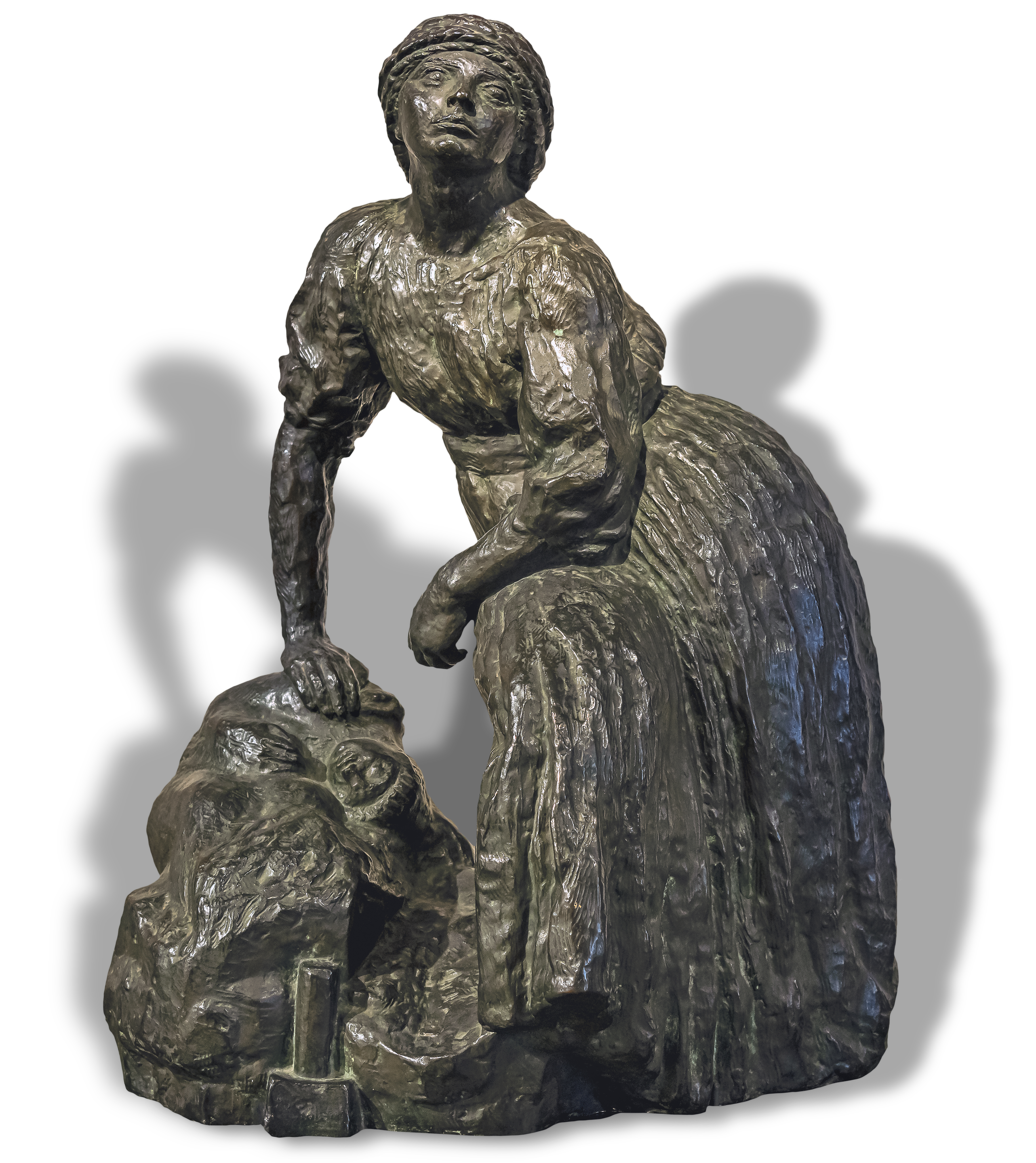
Cléopatre Sévastos por Bourdelle, alumna y posteriormente su segunda esposa

Se trata de un auténtico estudio-museo, pero desde la muerte de Antoine Bourdelle en 1929 su superficie se multiplicó por diez. Al final de su vida, Antoine Bourdelle ya tenía en mente crear su propio museo, siguiendo el ejemplo de Rodin. Este museo fue posible gracias a la generosidad del filántropo Gabriel Cognacq, sobrino y heredero de Ernest Cognacq el fundador de la Samaritaine y a la perseverancia de Cléopatre Bourdelle-Sévastos su esposa y de su hija Rhodia Bourdelle- Dufet.
En la década de 1930, el terreno sobre el que están construidos los talleres fue puesto a la venta, pero Cléopâtre Bourdelle no disponía de fondos para adquirirlos. Gabriel Cognaq le adelantó el dinero para la compra del terreno en el que estaba construido el taller, pero nunca exigió el reembolso, con el fin de evitar la dispersión de las obras almacenada en el mismo. Así fue como Cléopâtre Bourdelle-Sévastos y su hija Rhodia Bourdelle se convirtieron en propietarias.
Ofrecieron en varias ocasiones la donación del taller al Estado francés, que lo rechazó sucesivamente. Fue después de la intervención de Yvon Bizardel, director de Bellas Artes, cuando la ciudad de París aceptó la donación. El trazado de las calles de Sajonia, que tenía que pasar sobre los jardines del museo, fue inmediatamente desviado. Fue el arquitecto Henry Gautruche de la ciudad de París el que dirigió los trabajos que permitieron, 20 años después de la muerte de Bourdelle, la apertura de las puertas del museo el 4 de julio de 1949.

## Las salas del museo

### El jardín sobre la rue Bourdelle

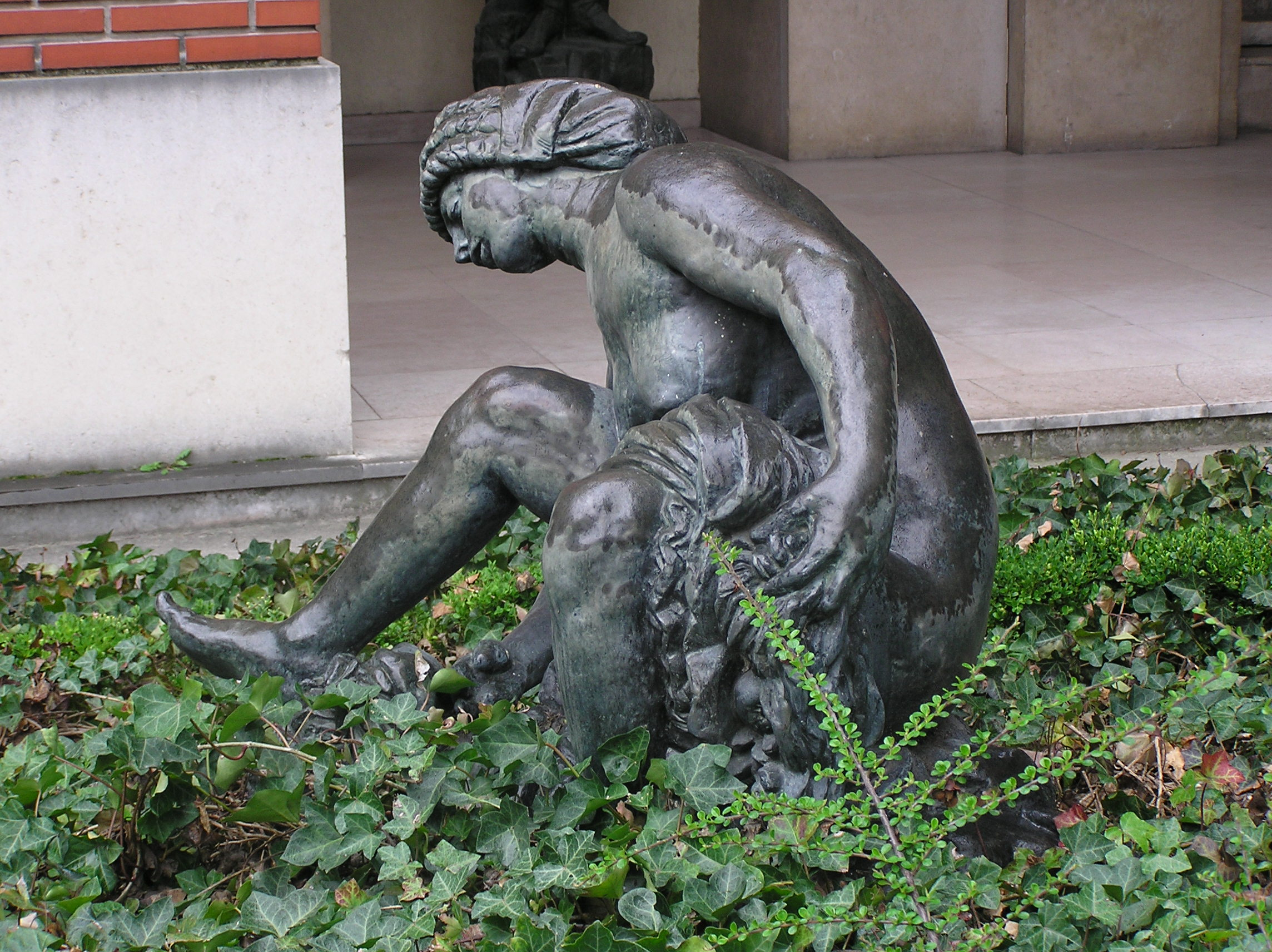
La baigneuse accroupie au rocher (1906-1907)

En 1951, se añadió al jardin sobre la calle, una galería de ladrillo de Montauban, ciudad natal Bourdelle. Se presentan en ella muchas obras en bronce:  El fruto, Heracles arquero, en su segunda versión de 1923, los bajorrelieve del Théâtre des Champs-Elysées, Adam, Pénélope...

### El gran recibidor

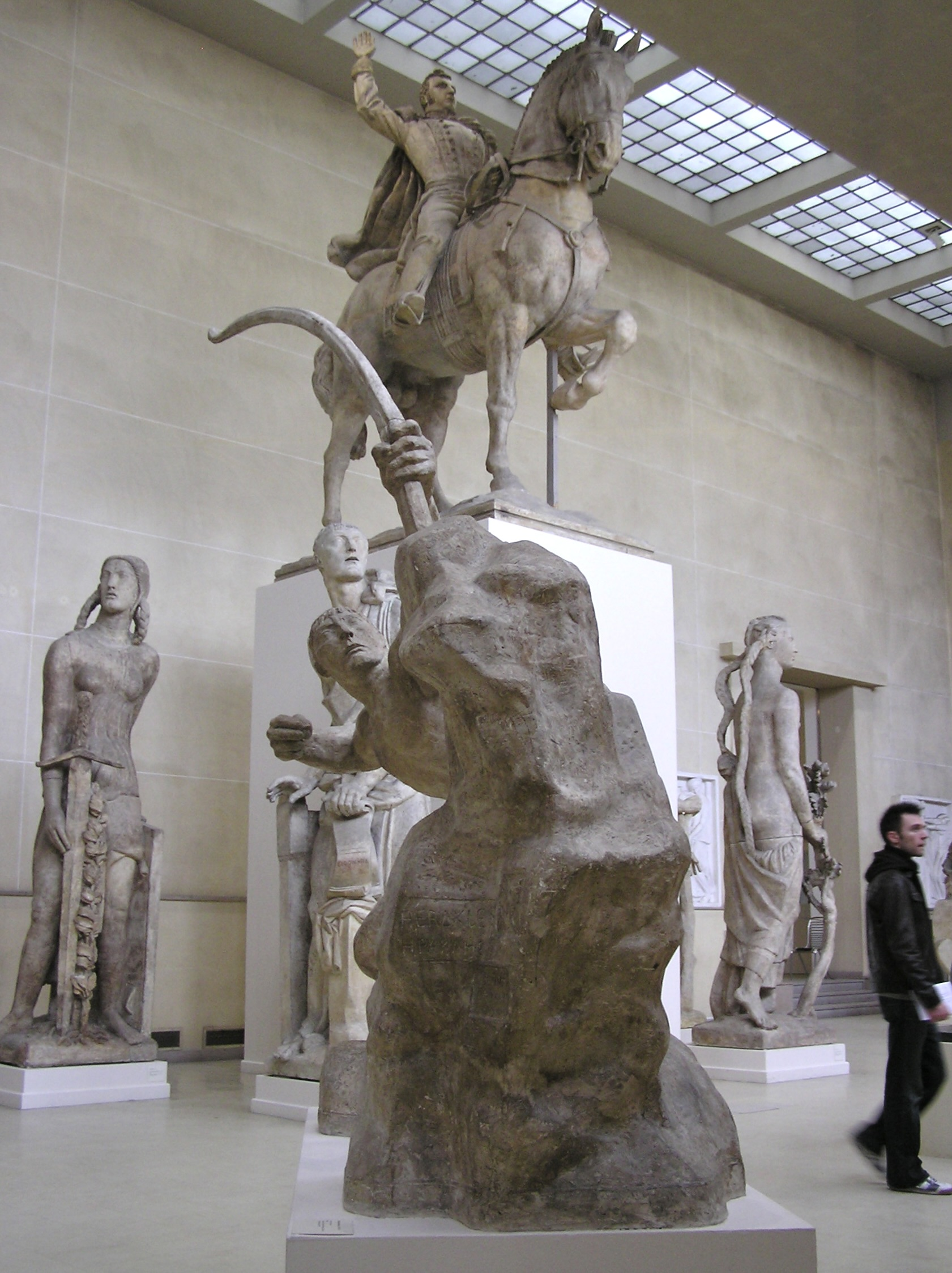
Sala de las escayolas: Heracles arquero (1909) en primer plano y el Monumento al general Alvéar (1913-1923) al fondo.

El gran hall llamado hall de los yesos (en francés: hall des plâtres, fue realizado en 1961 por el arquitecto Henri Gautruche. Fue destinado a reunir y presentar al público los modelos en yeso de las esculturas monumentales. Fue organizado por Michel Dufet, yerno de Antoine Bourdelle, y reconocido decorador.
Las principales obras expuestas en esta sección son seis: el Monumento al general Alvear (Monument au général Alvéar), La Francia (La France), Heracles arquero (Héraklès archer), La Fruta (en:The Fruit), Safo (Sapho), Centauro muriendo (Centaure mourant). También permite el acceso a una pequeña sala que habitualmente se dedica a las exposiciones temporales.

### El apartamento de Bourdelle
Bourdelle vivía en un apartamento contiguo a su estudio de 1895 a 1918. Del antiguo apartamento, una pieza abierta al público está aún intacta. El antiguo apartamento, se mantuvo tal cual estaba para su apertura a las visitas públicas. Contiene una cama y los muebles de color pastel. En el centro de la habitación, Antoine Bourdelle colocó un yeso de David que había hecho para la catedral de Reims.

### Los talleres de Bourdelle
Se encuentran en el centro del actual museo, donde estuvieron los talleres Antoine Bourdelle donde se instaló en 1885. Trabajó allí hasta su muerte en 1929. Pavimentos, revestimientos y muebles son originales. Le Centaure mourant en plâtre est toujours en place. El Centauro muriendo de yeso no se ha movido desde entonces de este lugar. El taller presenta esculturas de mármol, madera y bronce.

### La ampliación de Christian de Portzamparc

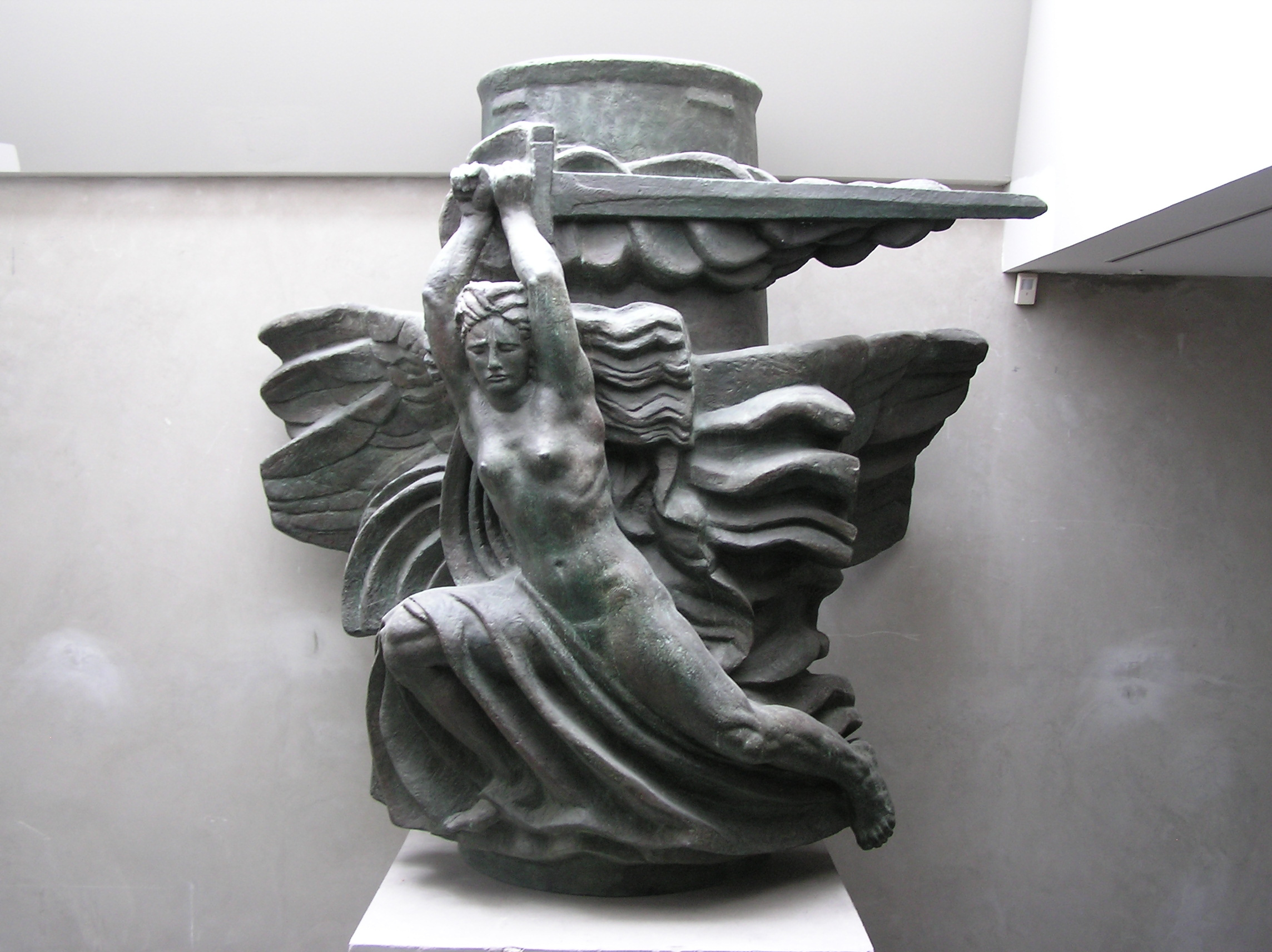
Monumento a Mickiewicz: la epopeya Polonesa en la ampliación de Portzamparc

Esta ampliación se llevó a cabo por el arquitecto Christian de Portzamparc y se inauguró en 1992. Los fondos para esta obra se consiguieron parcialmente por la venta de un Heracles arquero de bronce a Japón, gestión realizada por Rhodia Dufet-Bourdelle, la hija de escultor, entonces directora del Museo Bourdelle.
Durante los trabajos, la entrada del museo, que se efectuaba inicialmente por el jardín, fue trasladada a una nueva zona de recepción a continuación del gran hall.
La nueva ala tiene cuatro plantas con una superficie de 1 655 m². Una gran sala de esculturas de mármol en la planta baja está dedicada principalmente a la exposición de dos grandes obras de Bourdelle: el Monumento a los muertos de Montauban y el monumento a Mickiewicz. Una sala de artes gráficas y un taller para niños en el primer piso. Por último la planta superior dispone de una sala de documentación y oficinas para la conservación.

### Las salas de exposiciones temporales
Estas salas de exposiciones acogen obras de artistas contemporáneos que han explorado de algún modo temáticas vinculadas con Bourdelle y sus obras:
- Luciano Fabro, del 25 de junio al 31 de octubre de 2004.
- Claude Rutault el lienzo y el arquero, del 20 de enero – 15 de mayo de 2005.
- Didier Vermeiren Sólidos geométricos – Fotorelieves– Vistas de talleres, del 22 de septiembre de 2005 al 8 de enero de 2006.
- Felice Varini, del 8 febrero al 21 de mayo de 2006.
- Laurent Pariente, del 7 julio al 26 de noviembre de 2006.
- Sarkis: Inclinaison, del 26 de enero al 3 de junio de 2007. Sarkis preparó para el museo Bourdelle una exposición, diseñada para el gran hall: colocando una gran tela de color naranja que tapa parcialmente las esculturas de bourdelle, dejando ver solo brazos o fragmentos que parecen emerger de un mar anaranjado. Además, 41 depósitos de acuarela y 41 porcelanas se alinean en cuatro largas mesas, los recipientes, con cinco litros de capacidad, contienen acuarela pura de un color diferente, y cuarenta y un porcelanas de Limoges. Cada uno de estos azucareros presenta el residuo seco de un pequeño toque de pigmento depositado en el agua con un pincel. En el fondo del museo una Penélope del propio Bourdelle descansa sobre un lecho de flores, la atmósfera es perfumada cada día con unas gotas del perfume Vol de Nuit de Guerlain, la Vallée des Cloches (Miroirs, N°5), pieza para piano de Maurice Ravel interpretada por Sviatoslav Richter acompaña el conjunto.
- Jean-Marie Perdrix y Patrick Neu, invitados por Sarkis, del 26 de enero al 3 de junio de 2007.
- Henry Moore y la mitología, del 19 de octubre de 2007 al 29 de febrero de 2008.
- Alain Séchas, «Rêve brisé», del 11 de abril de 2008 al 24 de agosto de 2008.
- «Isadora Duncan (1877-1927) Une sculpture vivante» : del 20 de noviembre de 2009 al 14 de marzo de 2010.[8]
- Madame Grès, del 25 marzo – 24 de julio de 2011

### Las exposiciones fuera de los muros del Museo
- Antoine Bourdelle (1861-1929), barquero de la modernidad en el Museo Nacional de Arte de Rumanía, 8 de septiembre de 2006 a 24 de enero de 2007.

## Información de interés
El museo está abierto todos los días de 10h a 18h excepto los lunes. La entrada es gratuita. El museo recibe 40.000 visitantes al año. El Museo Bourdelle se encuentra en el lugar 48 º de los museos en París, en términos de asistencia. Este espacio está atendido por las estaciones de Metro de Montparnasse - Bienvenüe y Falguière. 